# Jesús Rico García
Jesús Rico García (Montemayor de Pililla, 15 ottobre 1954) è un vescovo cattolico spagnolo, dal 29 maggio 2023 vescovo di Avila.

## Biografia
Jesús Rico García è nato a Montemayor de Pililla il 15 ottobre 1954.

### Formazione e ministero sacerdotale
Ha frequentato il seminario minore di Valladolid. Ha poi studiato filosofia e teologia cattolica presso la Pontificia Università di Salamanca. Nel 1978 è stato inviato a Roma per studi. Ha preso residenza presso il Pontificio Collegio Spagnolo di San Giuseppe.
Il 24 giugno 1979 è stato ordinato presbitero per l'arcidiocesi di Saragozza da papa Giovanni Paolo II nella basilica di San Pietro in Vaticano. Il 3 maggio 1981 è entrato nella Fraternità dei sacerdoti operai diocesani del Sacro Cuore di Gesù. Lo stesso anno ha conseguito la licenza in catechetica e il diploma in scienze dell'educazione presso l'Università Pontificia Salesiana a Roma. In seguito è stato vice-rettore del seminario di Saragozza dal 1981 al 1988; vicedirettore dell'Istituto vocazionale "Maestro Ávila" di Salamanca dal 1988 al 1990; membro della redazione della rivista Seminarios dal 1988 al 1996; rettore dell'aspirantato maggiore della sua Fraternità a Salamanca dal 1990 al 1996; membro del consiglio generale dal 1996 al 2002; vicedirettore generale della sua Fraternità dal 2002 al 2008; direttore spirituale del Pontificio Collegio Spagnolo di San Giuseppe a Roma dal 2003 al 2007; direttore del segretariato per i seminari della Conferenza episcopale spagnola dal 2007 al 2008; direttore generale della sua Fraternità dal 2008 al 2014; rettore dell'aspirantato di Huixquilucan e docente presso la Pontificia Università del Messico a Città del Messico dal 2014 al 2020 e rettore del Pontificio Collegio Spagnolo di San Giuseppe a Roma dal 2020.

### Ministero episcopale
Il 29 maggio 2023 papa Francesco lo ha nominato vescovo di Avila. Il 14 giugno si è congedato dalla comunità del Pontificio Collegio Spagnolo di San Giuseppe. Il 19 dello stesso mese ha emesso la professione di fede e pronunciato il suo giuramento di fedeltà alla Sede Apostolica nella cappella del Dicastero per i vescovi a Roma. Ha ricevuto l'ordinazione episcopale il 15 luglio successivo dal cardinale Ricardo Blázquez Pérez, arcivescovo emerito di Valladolid, co-consacranti l'arcivescovo Bernardito Cleopas Auza, nunzio apostolico in Spagna e Andorra, e il vescovo emerito di Avila Jesús García Burillo. Durante la stessa celebrazione ha preso possesso della diocesi.
In seno alla Conferenza episcopale spagnola è membro della commissione per il clero e i seminari dal novembre del 2023.

## Opere
- Jesús Rico García, Pastoral juvenil y pastoral vocacional. Dos pastorales complementarias, in Seminarios, vol. 36, n. 117, 1990,  pp. 277-292.
- Jesús Rico García, El proceso educativo de la formación sacerdotal, in Seminarios, vol. 38, n. 125/126, 1992,  pp. 375-401.
- Jesús Rico García, El beato Manuel Domingo y Sol y los jóvenes, Tortosa, Cuadernos Mosén Sol, 1993,  p. 40.
- Jesús Rico García e Luis Rubio Morán, Presencia y participación de mujeres en la formación de los futuros presbíteros. Mesa redonda, in Seminarios, vol. 41, n. 136, 1995,  pp. 161-198.
- Jesús Rico García, La misericordia en el itinerario vocacional, in Seminarios, vol. 62, n. 216, 2016,  pp. 69-75.
- Jesús Rico García, El acompañamiento: Medio privilegiado para el discernimiento vocacional, in José Luis Ferré Martí (a cura di), Discernimiento cristiano-vocacional, Città del Messico, Universidad Pontificia de México, 2021,  pp. 51-78, ISBN 978-6-07783749-7.

## Genealogia episcopale
La genealogia episcopale è:
- Cardinale Scipione Rebiba
- Cardinale Giulio Antonio Santori
- Cardinale Girolamo Bernerio, O.P.
- Arcivescovo Galeazzo Sanvitale
- Cardinale Ludovico Ludovisi
- Cardinale Luigi Caetani
- Cardinale Ulderico Carpegna
- Cardinale Paluzzo Paluzzi Altieri degli Albertoni
- Papa Benedetto XIII
- Papa Benedetto XIV
- Papa Clemente XIII
- Cardinale Marcantonio Colonna
- Cardinale Giacinto Sigismondo Gerdil, B.
- Cardinale Giulio Maria della Somaglia
- Cardinale Carlo Odescalchi, S.I.
- Cardinale Costantino Patrizi Naro
- Cardinale Serafino Vannutelli
- Cardinale Domenico Serafini, Cong. Subl. O.S.B.
- Cardinale Pietro Fumasoni Biondi
- Cardinale Antonio Riberi
- Cardinale Ángel Suquía Goicoechea
- Cardinale Antonio María Rouco Varela
- Cardinale Ricardo Blázquez Pérez
- Vescovo Jesús Rico García, S.O.D.